# Elvis Brajković
Elvis Brajković est un footballeur croate né le 12 juin 1969 à Rijeka. Il évoluait au poste de défenseur.

## Biographie

### En club
Il joue 18 matchs en Bundesliga avec le club du TSV 1860 Munich et 10 matchs en Serie A avec l'équipe d'Hellas Vérone. Il participe à la Coupe de l'UEFA avec l'Hajduk Split.

### En équipe nationale
International croate, il reçoit 8 sélections de 1994 à 1996.
Il joue son premier match en équipe nationale le 20 avril 1994 en amical face à la Slovaquie et son dernier le 10 avril 1996, contre la Hongrie toujours en amical.
Il fait partie du groupe croate lors de l'Euro 1996, sans toutefois jouer de matchs durant la compétition.